# Стрий Авто А102 «Карпати»
Стрий Авто А102 «Карпати» — туристичний автобус середнього класу виробництва ТДВ «Стрий Авто».

## Опис
А102 «Карпати» має довжину 9,49 м, ширину 2,46 м і висоту 3,09 м. В основі кузова лежить просторовий, суцільнозварний сталевий каркас.
Машина побудована на шасі розвізного вантажівки Mercedes-Benz Atego або MAN TGL, тому двигун розташований спереду. Це 4-цліндровий турбодизель Mercedes-Benz OM904 LA (стандарту Євро-4), робочим об'ємом 4,25 л. Можливі різні варіанти по потужності — від 150 до 220 к.с. На замовлення можуть встановлюватись і двигуни MAN. Підвіска коліс — також на вибір: ресорна або пневматична. Машина доступна в двох версіях по пасажиромісткості: на 40 і на 48 осіб.

## Модифікації
- А1021 «Карпати» — туристичний автобус на 38 пасажирських місць, повною місткістю 40 чол.

## Двигуни
| Дизельні |                     |          |          |                                   |                            |
| Модель   | Двигун- код двигуна | Циліндри | Об'єм    | Потужність                        | Крутний момент             |
| Дизельні |                     |          |          |                                   |                            |
| x15D     | OM 904LA            | 4 в ряд  | 4250 см³ | 150 к.с. (110 кВт) при 2200 об/хв | 580 Нм при 1200—1600 об/хв |
| x16D     | OM 904LA            | 4 в ряд  | 4250 см³ | 156 к.с. (115 кВт) при 2200 об/хв | 610 Нм при 1200—1600 об/хв |
| x18D     | OM 904LA            | 4 в ряд  | 4250 см³ | 177 к.с. (130 кВт) при 2200 об/хв | 675 Нм при 1200—1600 об/хв |